# Лоу, Эндрю
Эндрю Лоу (англ. Andrew Lowe, 1959) — это канадский геофизик, астроном-любитель и первооткрыватель астероидов, который родился в канадском городе Калгари, провинции Альберта. В период 1976 по 2010 год им было обнаружено в общей сложности 343 астероида. Таким образом, он является одним из 14 астрономов, занимавшихся поиском астероидов в течение более чем четырёх десятилетий и кто сделал из четырёх разных обсерваторий. Открытые Эндрю Лоу объекты (207935) 2009 AF и (233960) 2010 AX2 стали первыми астероидами, которые были пронумерованы в период с 2009 по 2010 год.
В знак признания его заслуг одному из астероидов было присвоено его имя (4091) Лоу.